# Josić
Josić je plemenitaška obitelj bačkih Hrvata.
Plemstvo je dobila (poslije) 1800. godine te s obzirom na vrijeme stjecanja plemićkog statusa i periodizaciju koja je u svezi sa značajnim događajima iz povijesti bačkog kraja i hrvatskog naroda (od 1446. do 1688., od 1690. do 1699., tijekom 1700–tih, (poslije 1800.) spada u četvrtu skupinu. S njima su u toj skupini obitelji Jakobčić i Kujundžić. Plemstvo je 1805. dobio Baltazar Josić.
Tematski je obrađena u Leksikonu podunavskih Hrvata – Bunjevaca i Šokaca.